# Ориол
Ориол (фр. Auriol) насеље је и општина у Француској у региону Прованса-Алпи-Азурна обала, у департману Ушће Роне која припада префектури Марсеј.
По подацима из 2005. године у општини је живело 11 057 становника, а густина насељености је износила 212 становника/km². Општина се простире на површини од 44,64 km². Налази се на средњој надморској висини од 380 метара (максималној 937 m, а минималној 171 m).

## Демографија
| 1962. | 1968. | 1975. | 1982. | 1990. | 1999. | 2011.  |
| ----- | ----- | ----- | ----- | ----- | ----- | ------ |
| 2.741 | 3.000 | 3.278 | 5.222 | 6.788 | 9.461 | 11.886 |

График промене броја становника у току последњих година